# فرودگاه تویاما
فرودگاه تویاما (به انگلیسی: Toyama Airport) یک فرودگاه همگانی با کد یاتا TOY است که یک باند فرود آسفالت و بتن دارد و طول باند آن ۲۰۰۰ متر است. این فرودگاه در کشور ژاپن قرار دارد .